# Víctor Bernier
Víctor Bernier (20 luglio 1978) è uno schermidore portoricano, specializzato nella spada.

## Palmarès
In carriera ha conseguito i seguenti risultati:
- Giochi panamericani:

Santo Domingo 2003: bronzo nella spada a squadre ed individuale.